# JR Bourne
David Bourne (Toronto, Ontario; 8 de abril de 1970), conocido profesionalmente como JR Bourne, es un actor canadiense. Interpretó a Chris Argent en las seis temporadas de la serie Teen Wolf (2011–2017) y fue parte del elenco principal en la última temporada. Bourne también ha aparecido como una serie regular en Somewhere Between (2017) y  Los 100  (2019–presente). Otros papeles televisivos notables incluyen Martouf / Lantash en Stargate SG-1 (1998-2000), CIA Agente Edwards en Fringe (2009-2011), Kenny Ryan en Revenge (2012-2013) y Double Down en Arrow (2015).
Fuera de la televisión, Bourne ha ganado dos Círculo de críticos de cine de Vancouver premios al mejor actor de reparto en una película canadiense por On the Corner en (2004) y Everything's Gone Green en (2007). También recibió nominaciones a Mejor Actuación de Reparto de un Hombre en un Largometraje Drama para ambas películas en los Leo Awards.

## Trabajo de caridad
Madison, la sobrina de Bourne, nació con un trastorno genético fibrosis quística. El actor ha sido durante mucho tiempo un campeón de la Cystic Fibrosis Foundation. En una entrevista con MTV News, Bourne reveló que se había dado cuenta cuando comenzó a hacer convenciones para  Teen Wolf  lo asombroso de una plataforma que proporcionó para recaudar fondos y concienciar a la fundación.

## Filmografía

### Películas
| Año  | Título                           | Papel               | Notas        |
| ---- | -------------------------------- | ------------------- | ------------ |
| 1994 | Porcaria                         | Steinar Eysteinnson | Cortometraje |
| 1995 | Jungleground                     | Odin                |              |
| 1995 | The Final Goal                   | Joseph              |              |
| 1996 | Past Perfect                     | Doorman             |              |
| 2001 | Sea                              | Joel                |              |
| 2001 | Antitrust                        | Building 21 Guard   |              |
| 2001 | Josie and the Pussycats          | Shop owner          |              |
| 2001 | Exiles In Paradise               | Steve               |              |
| 2001 | Thir13en Ghosts                  | Benjamin Moss       |              |
| 2002 | Jane Post                        | Handsome actor      | Cortometraje |
| 2002 | Stuck                            | Bernie              |              |
| 2002 | Cover Story                      | Mark Peck           |              |
| 2003 | The Favourite Game               | Leo                 |              |
| 2003 | On the Corner                    | Cliffie             |              |
| 2003 | Arbor Vitae                      | Doctor              | Cortometraje |
| 2004 | The Truth About Miranda          | Hammond             |              |
| 2004 | Chemistry                        | Ken                 | Cortometraje |
| 2004 | Ginger Snaps Back: The Beginning | James               |              |
| 2005 | The Exorcism of Emily Rose       | Ray                 |              |
| 2005 | Six Figures                      | Warner              |              |
| 2005 | The Score                        | Michael Stockholder |              |
| 2005 | Severed: Forest of the Dead      | Carter              |              |
| 2005 | The Zero Sum                     | Fence               |              |
| 2006 | Everything's Gone Green          | Bryce               |              |
| 2006 | The Butterfly Effect 2           | Malcolm Williams    |              |
| 2006 | Sisters                          | Larry Franklin      |              |
| 2006 | Unnatural & Accidental           | Pathologist         |              |
| 2008 | Chronic Town                     | Truman              |              |
| 2008 | Gods of Youth                    | Brian Clark         |              |
| 2010 | Alleged                          | George Rappleyea    |              |
| 2011 | Fly Away                         | Peter               |              |
| 2011 | Little Birds                     | John Gretton        |              |
| 2011 | Thule                            | CO Cain             | Cortometraje |
| 2012 | Brake                            | Henry Shaw          |              |
| 2015 | Fruitcake                        | Frank               | Cortometraje |
| 2016 | The Tow                          | The Man             | Cortometraje |
| 2017 | Frazier Park Recut               | Himself             |              |
| 2018 | Hospitality                      | Sheriff Zane Hirsch |              |
| 2019 | Miracle Desert                   | Casper              | Cortometraje |
| 2019 | Milkshake                        | Rich                | Cortometraje |

### Televisión
| Año       | Título                                | Papel                            | Notas                                                                        |
| --------- | ------------------------------------- | -------------------------------- | ---------------------------------------------------------------------------- |
| 1995      | Strange Luck                          | Borden                           | Episodio: "The Box"                                                          |
| 1995-1996 | Side Effects                          | Dino Burgess                     | Papel de invitado; 2 episodios                                               |
| 1996      | The Sentinel                          | Kendrick                         | Episodio: "Out of the Past"                                                  |
| 1996      | Two                                   | British Agent Riddley            | Episodio: "Armies of the Night"                                              |
| 1996      | Millennium                            | Carl Nearman                     | Episodio: "The Judge"                                                        |
| 1996-1997 | Madison                               | Elliot                           | Papel recurrente; 4 episodios                                                |
| 1997      | The Right Connections                 | Douglas Freeman                  | Película de televisión                                                       |
| 1998      | The Inspectors                        | Dwayne                           | Película de televisión                                                       |
| 1998      | Futuresport                           | Sythe                            | Película de televisión                                                       |
| 1998      | The Crow: Stairway to Heaven          | Shane Gant                       | Episodio: "Like It's 1999"                                                   |
| 1998      | Viper                                 | Seth Kincaid                     | Episodio: "The Really Real Reenactment"                                      |
| 1998-2000 | Stargate SG-1                         | Martouf / Lantash                | Papel recurrente, 7 episodios                                                |
| 1999      | Dead Man's Gun                        | Frank Noyce                      | Episodio: "The Vine"                                                         |
| 1999      | Aftershock: Earthquake in New York    | Joshua Bingham                   | Miniserie de televisión                                                      |
| 2000      | Higher Ground                         | Jason                            | Episodio: "The Kids Stay in the Picture"                                     |
| 2000      | The Outer Limits                      | Dell Tinker                      | Episodio: "Zig Zag"                                                          |
| 2000      | Call of the Wild                      | Andrew Morton                    | Episodio: "Foxfire"                                                          |
| 2000-2001 | Beggars and Choosers                  | Matt Paladin                     | Papel de invitado; 2 episodios                                               |
| 2001      | Big Sound                             | Bobby Talisman                   | Papel de invitado; 2 episodios                                               |
| 2001      | Return to Cabin by the Lake           | JC Reddick                       | Película de televisión                                                       |
| 2002      | Jeremiah                              | Steen                            | Episodio: "The Touch"                                                        |
| 2002      | Breaking News                         | Keith                            | Episodio: "Rachel Glass and the No Good, Very Bad Day"                       |
| 2003      | Andromeda                             | Fleet Marshall William Atatürk   | Papel de invitado; 2 episodios                                               |
| 2003      | Word of Honor                         | Mr. Picard                       | Película de televisión                                                       |
| 2004      | Century City                          | Ricky                            | Episodio: "Pilot"                                                            |
| 2004      | Perfect Romance                       | Rick Meadows                     | Película de televisión                                                       |
| 2004-2005 | Cold Squad                            | Paul Deeds                       | Papel recurrente; 5 episodios                                                |
| 2005      | Selling Innocence                     | Malcolm Lowe                     | Película de televisión                                                       |
| 2006      | Godiva's                              | Sam                              | Papel recurrente; 7 episodios                                                |
| 2006      | The Dead Zone                         | Nathan Carter                    | Episodio: "Vortex"                                                           |
| 2007      | Superstorm                            | Lance Resnick                    | Miniserie de televisión                                                      |
| 2007      | CSI: Miami                            | Stan Keeler                      | Episodio: "Man Down"                                                         |
| 2007      | CSI: Crime Scene Investigation        | Jerome Kessler                   | Episodio: "The Good, the Bad and the Dominatrix"                             |
| 2007      | 24                                    | CTU Agent Johnson                | Episodio: "Day 6: 8:00 p.m.-9:00 p.m."                                       |
| 2007      | NCIS                                  | Metro Detective Marshall Collins | Episodio: "Lost & Found"                                                     |
| 2008      | The Mentalist                         | Jeremy Hale                      | Episodio: "Seeing Red"                                                       |
| 2008      | Odysseus: Voyage to the Underworld    | Perimedes                        | Película de televisión; originalmente titulado Odiseo y la Isla de la Niebla |
| 2008      | The Lost Treasure of the Grand Canyon | Marco Langford                   | Película de televisión                                                       |
| 2009-2011 | Fringe                                | CIA Agent Edwards                | Rol de invitado; 2 episodios                                                 |
| 2010      | NCIS: Los Angeles                     | Dallas                           | Rol de invitado; 2 episodios                                                 |
| 2010      | Smallville                            | Dr. Bernard Chisholm             | Episodio: "Conspiracy"                                                       |
| 2010      | Cold Case                             | Matt Doherty                     | Episodio: "Shattered"                                                        |
| 2011-2015 | Suits                                 | Samuel Tull                      | Rol de invitado; 2 episodios                                                 |
| 2011-2012 | The Secret Circle                     | Isaac                            | Papel recurrente; 5 episodios                                                |
| 2011      | Flashpoint                            | Dan Lefebvre                     | Episodio: "Wild Card"                                                        |
| 2011-2017 | Teen Wolf                             | Chris Argent                     | Papel recurrente (temporada 1–5) Papel principal (temporada 6); 74 episodios |
| 2012-2013 | Revenge                               | Kenny Ryan                       | Papel recurrente; 11 episodios                                               |
| 2014      | Grand Theft Auto: Give Me Liberty     | Detective Atkinson               | Película de televisión                                                       |
| 2015      | UnREAL                                | Bill DeYoung                     | Papel recurrente; 2 episodios                                                |
| 2015      | Arrow                                 | Jeremy Tell / Double Down        | Episodio: "Restoration"                                                      |
| 2015      | The Preacher's Sin                    | Evan Tanning                     | Película de televisión; también conocido como Confesión de un marido         |
| 2015      | Satisfaction                          | Barry                            | Papel recurrente; 3 episodios                                                |
| 2016      | Outcast                               | Luke Masters                     | Episodio: "All Alone Now"                                                    |
| 2016      | Prototype                             | Ethan Kale                       | Película de televisión                                                       |
| 2016      | Beat Bugs                             | The Man                          | Episodio: "Why Don't We Do It on the Road"; voz                              |
| 2016      | Her Dark Past                         | Peter                            | Película de televisión                                                       |
| 2017      | Somewhere Between                     | Tom Price                        | Papel principal; 10 episodios                                                |
| 2018      | Falling Water                         | Thomas Dolan                     | Papel recurrente; 6 episodios                                                |
| 2019      | Los 100                               | Russell Lightbourne VII          | 11 episodios                                                                 |
| 2020      | Los 100                               | Malachi / Sheidheda              | 10 episodios                                                                 |

## Premios y nominaciones
| Lista de premios y nominaciones | Lista de premios y nominaciones         | Lista de premios y nominaciones                                      | Lista de premios y nominaciones | Lista de premios y nominaciones | Lista de premios y nominaciones |
| Año                             | Premios                                 | Categoría                                                            | Nominado a                      | Resultado                       |                                 |
| ------------------------------- | --------------------------------------- | -------------------------------------------------------------------- | ------------------------------- | ------------------------------- | ------------------------------- |
| 2003                            | Leo Awards 2003                         | Mejor actuación de reparto de un hombre en un largometraje dramático | On the Corner                   | Nominado                        |                                 |
| 2003                            | 4th Annual Vancouver Film Critics Award | Mejor actor de reparto - Película canadiense                         | On the Corner                   | Ganador                         |                                 |
| 2006                            | Leo Awards 2006                         | Mejor actuación de reparto de un hombre en un largometraje dramático | Everything's Gone Green         | Nominado                        |                                 |
| 2006                            | 7th Annual Vancouver Film Critics Award | Mejor actor de reparto - Película canadiense                         | Everything's Gone Green         | Ganador                         |                                 |